# Jakutföldi Vasutak
A Jakutföldi Vasutak (oroszul: Железные дороги Якутии, Zseleznije dorogi Jakutyii, rövidítve ZSDJA (ЖДЯ) 1995-ben alapított oroszországi részvénytársaság, a jakutföldi Berkakit–Tommot–Nyizsnyij Besztyah (Jakutszk) vasútvonal – az Amur–Jakutszk-vasútvonal északi része – tulajdonosa és üzemeltetője. Jakutföld legnagyobb közlekedési, szállítási vállalata. Székhelye a jakutföldi Aldanban van, képviseletet tart fenn Moszkvában és Jakutszkban is.

## Alapítása
A társaságot eredetileg azért hozták létre, hogy befejezze a jakutföldi vasútvonal tíz évvel korábban megkezdett építését. 1995-ben a föderáció kormánya rendeletet adott ki a részvénytársaság alapításáról. A rendelet előírta, hogy a leendő gazdasági társaságba az állam vagyoni hozzájárulásaként mint alaptőkét be kell vinni „a befejezetlen építésű Berkatit–Tommot–Jakutszk (a Léna jobb partja) vasútvonalat. 
Ennek alapján Jakutföld elnöke 1995. augusztus 1-jén elrendelte a Jakutföldi Vasutak Rt megalapítását, a működéshez és új források bevonásához szükséges feltételek megteremtését. A vasútvonal építését felügyelő állami vállalatot átalakították és a társaságba olvasztották.

## Tulajdonosi köre
Részvényeinek legnagyobb része közvetlenül vagy közvetve állami kézben van. Két fő részvényese: egyrészt az Oroszországi Föderáció (OF), másrészt annak egyik alanya, Szaha Köztársaság (Jakutföld). 2007-ben az Oroszországi Föderáció tulajdonrészét átvette az Oroszországi Vasutak részvénytársaság, az ország csaknem egész vasúti hálózatának üzemeltetője, mely 100%-ban az OF tulajdona. A részvények megoszlása: 
- 2017-ben: Oroszországi Vasutak – 46,85%, Jakutföld (képviseletében a kormány) – 44,3%.[4]
- 2019-ben: Oroszországi Vasutak – 49,92%, Jakutföld kormánya – 44,97%.[5]

A többit kisrészvényesek birtokolják.
Az rt vezérigazgatója 2005 óta Vaszilij Vlagyimirovics Simohin. Az igazgatótanács elnökévé 2019. áprilisban Alekszej Zaszimovics Kologyeznyikovot, Jakutföld miniszterelnökének első helyettesét választották.

## Működése
A cég létrejöttekor a vasútvonalnak kevesebb mint a fele volt kész. Az elkészült vonalon 1997-ben megindították a szénszállítást, és a válságos időszak lekűzdése után, 2004-ben megindult a személyforgalom. Ugyanabban az évben felújították a pályafektetést észak felé. 
2018 decemberére a vasútvonal végig elkészült – bár nem Jakutszkig, hanem csak a Léna túlsó partjáig, Nyizsnyij Besztyah állomásig, ugyanis a folyón híd nincsen. 2019 nyarán a teljes vonal hosszában megnyílt a személyforgalom.
A részvénytársaság létrejöttével és működésével teremtődött meg Jakutföldön a vasút mint önálló iparág. Vasútvonalának hossza kb. 800 km. Központja Aldanban épült ki és ugyanebben a városban működik egyetlen mozdonydepója is. Dizelmozdony-parkját a 2010-es évek végén korszerűsítették. 
A Berkakit–Tommot–Nyizsnyij Besztyah (Jakutszk) vasútvonalnak különösen fontos szerepe van a jakutiai északi területek településeinek ellátásában, és jelentős tényező az utasforgalma is. A társaság nyereséges működését azonban nem ezek a szolgáltatások biztosítják, hanem elsősorban a dél-jakutiai ásványi lelőhelyekről, főként a szénmezőről továbbított teherszállítások. A 2010-es évek végén a vasúti áruforgalom jelentősen növekedett, a társaság nettó nyeresége 2018-ban meghaladta a százmillió rubelt.